# Une mariée qui se fait attendre
Une mariée qui se fait attendre est un film muet français réalisé par Louis J. Gasnier et sorti en 1911.

## Fiche technique
- Réalisation : Louis J. Gasnier
- Société de production : Pathé Frères
- Pays : France
- Format : Muet - Noir et blanc - 1,33:1 - 35 mm
- Métrage : 300 m
- Genre : Comédie
- Durée : 10 minutes
- Date de sortie : 
  - France : 1911

## Distribution
- Max Linder
- Maurice Chevalier
- Albert Préjean